# ウィリアム・ビードル
ウィリアム・ヘンリー・ハリソン・ビードル（英:William Henry Harrison Beadle、1838年1月1日-1915年11月15日）は、アメリカ合衆国の軍人、弁護士、教育者である。サウスダコタ州憲法に学校のための土地を確保する規定を入れることに貢献し、その後に成立した州憲法の模範となった。

## 伝記
ビードルは1838年1月1日にインディアナ州パーク郡にあった丸太小屋で生まれ、辺境で育った。父には農業を勧められたのを断り、その代わりに教育資金として1,000ドルを受け取り、ミシガン大学で土木工学を学んだ。1861年に卒業してから間もなく、アメリカ陸軍に入隊し、南北戦争が終わるまでに准将の位まで登った。1867年にはミシガン大学から法学の学位を受け、短期間法律実務を行った。
1869年、ユリシーズ・グラント大統領がビードルをダコタ準州の測量総監に任命した。準州内を旅して周り、また以前の辺境での経験もあって、学校用の土地が未来の世代のために信託されるべきものであり、その評価額で販売され、1エーカー当たり10ドル（1 km²あたり2,500ドル）以下では販売されるべきではないと確信した。このことがビードルの人生を支配するようになった。ビードルは準州の法律を体系化する1877委員会の書記官として、また準州議会の司法委員会委員長を務めた。1879年、公共教育の監督官になった。ビードルは1885年のサウスダコタ州憲法制定協議会で学校のための土地に関する規定を作成した。アメリカ合衆国議会が1889年にこの憲法を承認した時、大変印象を与えたのでノースダコタ州、モンタナ州、ワシントン州、アイダホ州およびワイオミング州の憲法にも同じような規定が要求された。このことで学校のために2,200万エーカー (89,000 km²) の土地が確保された。
ビードルは1889年から1906年までダコタ州立マディソン師範学校の学長を務め、1912年に引退するまで歴史学の教授を務めた。ビードルはカリフォルニア州サンフランシスコの娘の所に行っている時の1915年11月15日に死んだ。
1938年、サウスダコタ州はワシントンD.C.アメリカ合衆国議会議事堂の国立彫像ホール・コレクションにビードルの青銅像を寄贈した。この像のレプリカがサウスダコタ州会議事堂にも立っている。サウスダコタ州ビードル郡はビードルの栄誉を称えて名付けられた。